# Abrus diversifoliolatus
Abrus diversifoliolatus vrsta biljke iz porodice mahunirki. Grmasta penjačica s otoka Madagaskara.
Opisana je u Blumea 10: 610. 1960.

## Sinonimi
- Abrus acutifolius R.Vig.